# Paudex
Paudex este un oraș în Elveția.